# Blaiklockfjellet
Das Blaiklockfjellet (norwegisch; russisch Гора Чехова Gora Tschechowa) ist ein 8 km langer Berg im ostantarktischen Königin-Maud-Land. Im Zentrum des Gebirges Sør Rondane ragt er im nördlichen Teil der Walnumfjella auf.  
Wissenschaftler des Norwegischen Polarinstituts benannten ihn 1973 nach Kenneth Victor Blaiklock (1927–2020), Teilnehmer an der Commonwealth Trans-Antarctic Expedition (1955–1958).